# Davy Jones (autocoureur)

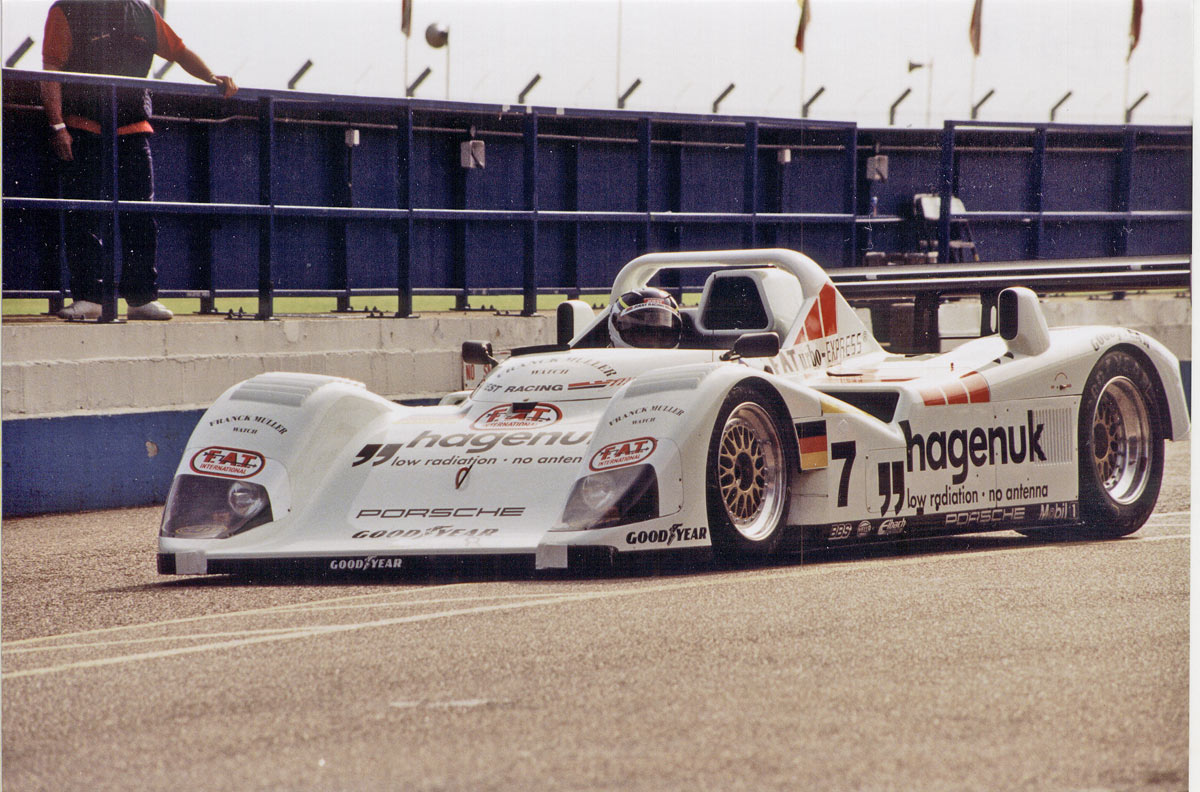
Jones tijdens een race in 1997

Davy Jones (Chicago, 1 juni 1964) is een voormalig Amerikaans autocoureur.
Jones werd in 1983 derde in het Britse Formule 3-kampioenschap, na kampioen Ayrton Senna en vice-kampioen Martin Brundle. Hij won in 1996 met co-rijders Manuel Reuter en Alexander Wurz de prestigieuze 24 uur van Le Mans. In 1990 won hij de 24 uur van Daytona met co-rijders Andy Wallace en Jan Lammers. Jones reed tussen 1987 en 1996 zestien Champ Car races, maar haalde nooit een top vijf plaats. In 1996 reed hij zijn enige Indy Racing League race en het werd zijn beste resultaat in zijn formuleracingcarrière. Hij werd tweede tijdens de Indianapolis 500 dat jaar. Hij reed deze race ook eerder toen deze nog deel uitmaakte van de Champ Car kalender en werd zevende in 1989. Tijdens testritten op de Walt Disney World Speedway in januari 1997 werd hij gewond aan de nek als het gevolg van een crash. Hij probeerde in 2000 en 2002 nog aan de start te komen van de Indianapolis 500, maar wist zich niet meer te kwalificeren.